# Robin Sloan
Robin Sloan (Michigan, 19 dicembre 1979) è uno scrittore statunitense.

## Biografia
Nato nel 1979, vive e lavora a San Francisco.
Cresciuto vicino a Detroit, ha compiuto gli studi di economia all'Università statale del Michigan dove ha co-fondato la rivista letteraria Oats.
Dal 2002 al 2012 ha lavorato prima al Poynter Institute for Media Studies e poi per il network Current TV e per Twitter.
Autore di tre romanzi, con l'esordio Il segreto della libreria sempre aperta ha vinto il Premio Alex nel 2013.

## Opere

### Romanzi
- Il segreto della libreria sempre aperta (Mr. Penumbra's 24-Hour Bookstore, 2012), Milano, Corbaccio, 2013 traduzione di Giovanni Arduino ISBN 978-88-6380-460-7.
- Ajax Penumbra 1969 (2013)
- Il magico pane dei fratelli Mazg (Sourdough), Milano, Corbaccio, 2017 traduzione di Elisabetta De Medio ISBN 978-88-6700-353-2.

## Premi e riconoscimenti
- Premio Alex: 2013 vincitore con Il segreto della libreria sempre aperta